# Acropeltis
Acropeltis is een geslacht van uitgestorven zee-egels uit de familie Acropeltidae.

## Soorten
- Acropeltis aequituberculata Agassiz, 1846 † Kimmeridgien-Tithonien, Frankrijk, Duitsland.
- Acropeltis lusitanica Lambert, 1913 † Callovien, Portugal.